# Fangshi

Les fangshi (chinois : 方士 ; pinyin : fāngshì ; litt. « érudit (des) méthodes ») sont des « maîtres des techniques », des spécialistes des techniques pour atteindre l’immortalité, ayant exercé en Chine du IVe siècle av. J.-C. jusqu’au Ve siècle de notre ère. Leurs techniques s'élargirent sous les Han postérieurs aux procédés divinatoires et furent assimilées à celles des daoshi 道士 « maître du Dao ».

## Histoire
Les premiers fangshi connus étaient originaires des régions côtières de l’état de Yan (燕) et de  Qi (齊) (correspondant aux provinces du Shandong, Hebei et Liaoning actuels). Ils étaient détenteurs d'un savoir parallèle sur les immortels, transmis de maître à disciples, ou de bouche à oreille ou par des écrits secrets. On a pu reconstituer certaines lignées de transmission mais celles-ci ne constituent pas pour autant des écoles.
La première référence aux fangshi se trouve dans le Shiji  史記, les Mémoires historiques de Sima Qian. On y lit que des fangshi (traduit par « magicien » par Chavannes), experts en immortalité vivaient au quatrième siècle avant notre ère. Ils disaient connaître des montagnes surnaturelles où vivaient des immortels qui étaient en possession de drogues conférant l'immortalité. Le premier empereur Qin Shi Huang (-259, -210) envoya en -219, Xu Fu  徐福 à la recherche des immortels qui vivaient dans l'île de Penglai en mer de l'est. L'empereur
« ordonna à un homme de s’embarquer avec une bande de jeunes gens, garçons et filles, qu’il lui fournit, pour rechercher (ces îles). Leur bateau croisa en pleine mer ; ils s’excusèrent en alléguant le vent (contraire) et dirent qu’ils n’avaient pu atteindre (les îles), mais qu’ils les avaient vues de loin » (Mémoires historiques, tome 3, trad. Chavannes).
Quatre  ans plus tard, il envoya en mer Lu sheng, à la recherche des immortels puis trois fangshi à la recherche d’herbes d’immortalité.
Les méthodes  des fangshi dans le Shiji, concernaient les démons et les esprits : méthode pour reculer la vieillesse (quelaofang 却老方), méthode des démons et divinités (guishenfang 鬼神放) et méthodes pour les dieux, monstres et anomalies (shen guai fang 神怪奇方).
Sous les Han antérieurs (-206, -9), l'empereur Wu (règne -141 à -87) montre le plus grand intérêt pour les techniques d'immortalité et la protection des fangshi.  Son vassal Liu An, le prince de Huainan, rassembla des « milliers » de fangshi et compila leurs techniques de transcendance (shenxian 神仙) et d'alchimie (huangbai 黄白).
Un fangshi de la cour de l'empereur Wu, nommé Li Shaojun 李少君, incita l'empereur en -133 à pratiquer des offrandes au (dieu du) Fourneau pour effectuer ce qui est connu comme la première transformation alchimique connue:
« en faisant une cérémonie devant le fourneau pour demander aux divinités (wu) de favoriser la fabrication d’un élixir ; en présence de ces divinités, le cinabre se transforme en or, apte à faire des récipients pour boire et manger, ce qui permettra d’augmenter la longévité [de l’empereur] ; on peut alors aller rencontrer les Immortels de l’île PengLai 蓬莱, après cela, il pourra réaliser les rituels feng et shan, et obtenir l’immortalité » (Mémoires historiques, traduction de Pregadio,).
Sous les Han postérieurs, les empereurs Zhang (r. de +75 à +88) et He (r. de +88 à +106) protégèrent les fangshi. À cette époque, les méthodes utilisées par les fangshi s'étaient élargies à des techniques médicales et divinatoires. Le  Livre des Han postérieurs mentionne des techniques respiratoires destinées à allonger la durée de la vie et des techniques de divination cherchant à déterminer les variations du Yin et Yangqi 阴阳气 en fonction des changements locaux de températures et de la direction des vents.
Les fangshi à l'origine experts en matière d'esprits, étendirent leur expertise sous les Han postérieurs, aux techniques pour détecter les déplacements d'équilibre du monde naturel.
Les méthodes des fangshi annoncent les pratiques des taoïstes à venir.
Sous les Han, le concept de Dao sert à expliquer l'efficacité d'un grand nombre de nouvelles disciplines techniques relevant des fangshi. C'est pourquoi le terme de daoshi 道士 « maître du Dao » commence à remplacer le terme de fangshi dans le Hanshu. Beaucoup de techniques de transcendance, médecine, et alchimie, à l'origine utilisées par les fangshi, trouvèrent leur place dans la pratique taoïste.